# Leopoldo Bernardo di Lippe
Leopoldo Bernardo di Lippe (nome completo in tedesco Leopold Bernhard Wilhelm Friedrich Heinrich Alexis Otto; Detmold, 19 maggio 1904 – Detmold, 5 luglio 1965) è stato un principe tedesco.

## Biografia
Il principe Leopoldo Bernardo nacque a Detmold nel 1904, come secondogenito di Leopoldo e di Berta d'Assia-Philippsthal-Barchfeld.
Nel 1932 si iscrisse al Partito Nazista.
Nel 1965 morì nella sua città natale.

## Titoli e trattamento
- 19 maggio 1904 - 5 luglio 1965: Sua Altezza Serenissima, il principe Leopoldo Bernardo di Lippe

## Ascendenza
|                                          |                                      |                                         | Genitori                                                         |  |  | Nonni |  |  | Bisnonni                    |  |  | Trisnonni                    |  |
|                                          |                                      |                                         |                                                                  |  |  |       |  |  | Giulio di Lippe-Biesterfeld |  |  | Ernesto di Lippe-Biesterfeld |  |
|                                          |                                      |                                         |                                                                  |  |  |       |  |  | Giulio di Lippe-Biesterfeld |  |  | Ernesto di Lippe-Biesterfeld |  |
|                                          |                                      | Modeste von Unruh                       |                                                                  |  |  |       |  |  | Giulio di Lippe-Biesterfeld |  |  |                              |  |
| Ernesto II di Lippe-Biesterfeld          |                                      |                                         |                                                                  |  |  |       |  |  | Giulio di Lippe-Biesterfeld |  |  |                              |  |
|                                          |                                      | Adelheid zu Castell-Castell             | Friedrich zu Castell-Castell                                     |  |  |       |  |  |                             |  |  |                              |  |
|                                          |                                      | Adelheid zu Castell-Castell             | Friedrich zu Castell-Castell                                     |  |  |       |  |  |                             |  |  |                              |  |
|                                          |                                      | Adelheid zu Castell-Castell             | Emilie zu Hohenlohe-Langenburg                                   |  |  |       |  |  |                             |  |  |                              |  |
| Leopoldo IV di Lippe                     |                                      | Adelheid zu Castell-Castell             |                                                                  |  |  |       |  |  |                             |  |  |                              |  |
|                                          |                                      | Leopold Otto Frederick von Wartensleben | Cäsar von Wartensleben                                           |  |  |       |  |  |                             |  |  |                              |  |
|                                          |                                      | Leopold Otto Frederick von Wartensleben | Cäsar von Wartensleben                                           |  |  |       |  |  |                             |  |  |                              |  |
|                                          |                                      | Leopold Otto Frederick von Wartensleben | Friederike von Gfug                                              |  |  |       |  |  |                             |  |  |                              |  |
| Karoline von Wartensleben                |                                      | Leopold Otto Frederick von Wartensleben |                                                                  |  |  |       |  |  |                             |  |  |                              |  |
|                                          |                                      | Mathilde Halbach                        | Arnold Halbach                                                   |  |  |       |  |  |                             |  |  |                              |  |
|                                          |                                      | Mathilde Halbach                        | Arnold Halbach                                                   |  |  |       |  |  |                             |  |  |                              |  |
|                                          |                                      | Mathilde Halbach                        | Johanna Karoline Mathilde Bohlen                                 |  |  |       |  |  |                             |  |  |                              |  |
| Leopoldo Bernardo di Lippe               |                                      | Mathilde Halbach                        |                                                                  |  |  |       |  |  |                             |  |  |                              |  |
|                                          | Carlo d'Assia-Philippsthal-Barchfeld | Adolfo d'Assia-Philippsthal-Barchfeld   |                                                                  |  |  |       |  |  |                             |  |  |                              |  |
|                                          | Carlo d'Assia-Philippsthal-Barchfeld | Adolfo d'Assia-Philippsthal-Barchfeld   |                                                                  |  |  |       |  |  |                             |  |  |                              |  |
|                                          | Carlo d'Assia-Philippsthal-Barchfeld | Luisa di Sassonia-Meiningen             |                                                                  |  |  |       |  |  |                             |  |  |                              |  |
| Guglielmo d'Assia-Philippsthal-Barchfeld | Carlo d'Assia-Philippsthal-Barchfeld |                                         |                                                                  |  |  |       |  |  |                             |  |  |                              |  |
|                                          |                                      | Sofia di Bentheim e Steinfurt           | Luigi di Bentheim e Steinfurt                                    |  |  |       |  |  |                             |  |  |                              |  |
|                                          |                                      | Sofia di Bentheim e Steinfurt           | Luigi di Bentheim e Steinfurt                                    |  |  |       |  |  |                             |  |  |                              |  |
|                                          |                                      | Sofia di Bentheim e Steinfurt           | Giuliana Guglielmina di Schleswig-Holstein-Sonderburg-Glücksburg |  |  |       |  |  |                             |  |  |                              |  |
| Berta d'Assia-Philippsthal-Barchfeld     |                                      | Sofia di Bentheim e Steinfurt           |                                                                  |  |  |       |  |  |                             |  |  |                              |  |
|                                          |                                      | Luigi Guglielmo di Bentheim e Steinfurt | Alessio I di Bentheim-Steinfurt                                  |  |  |       |  |  |                             |  |  |                              |  |
|                                          |                                      | Luigi Guglielmo di Bentheim e Steinfurt | Alessio I di Bentheim-Steinfurt                                  |  |  |       |  |  |                             |  |  |                              |  |
|                                          |                                      | Luigi Guglielmo di Bentheim e Steinfurt | Guglielmina di Solms-Braunfels                                   |  |  |       |  |  |                             |  |  |                              |  |
| Juliane von Bentheim und Steinfurt       |                                      | Luigi Guglielmo di Bentheim e Steinfurt |                                                                  |  |  |       |  |  |                             |  |  |                              |  |
|                                          |                                      | Berta d'Assia-Philippsthal-Barchfeld    | Carlo d'Assia-Philippsthal-Barchfeld                             |  |  |       |  |  |                             |  |  |                              |  |
|                                          |                                      | Berta d'Assia-Philippsthal-Barchfeld    | Carlo d'Assia-Philippsthal-Barchfeld                             |  |  |       |  |  |                             |  |  |                              |  |
|                                          |                                      | Berta d'Assia-Philippsthal-Barchfeld    | Augusta di Hohenloe-Ingelfingen                                  |  |  |       |  |  |                             |  |  |                              |  |
|                                          |                                      | Berta d'Assia-Philippsthal-Barchfeld    |                                                                  |  |  |       |  |  |                             |  |  |                              |  |